# فستیوال جاز واقف
فستیوال جاز واقف (به ترکی آذربایجانی- Vaqif Caz festivalı) جشنوارهٔ جاز مرسومی است که از ۱۶ مارس سال ۲۰۱۵ به مناسبت هفتاد و پنجمین سالروز واقف مصطفی‌زاده، آهنگساز، پیانوزن و بانی سبک موغام- جاز، به‌طور مستمر در خانه وی واقع در خیابان «کیچیک قلعه» شهر قدیمی برگزار می‌گردد.
اولین مرحلهٔ این فستیوال که حاوی دو قسمت است با بازدید از قبر واقف مصطفی‌زاده در ساعت ۱۱:۰۰ شروع شده‌است. سپس مراسم بزرگداشت این هنرمند با حضور مهمانان و نمایندگان رسانه‌ای در خانه وی ادامه یافته‌است.
دومین فاز جشنواره در ساعت ۱۴:۰۰ آغاز گشته و تا ساعت ۱۸:۰۰ با اجرای موسیقی‌های مختلفی از سوی هنرمندان ادامه داشته‌است.